# Секушинская
Секушинская — деревня в Верховажском районе Вологодской области.
Входит в состав Сибирского сельского поселения, с точки зрения административно-территориального деления — в Сибирский сельсовет.
Расстояние по автодороге до районного центра Верховажья — 44 км, до центра муниципального образования Елисеевской — 13 км. Ближайшие населённые пункты — Мухинская, Анциферовская, Кузнецовская.
По переписи 2002 года население — 2 человека.